# Kloster Langwaden
Kloster Langwaden ist ein Zisterzienserkloster in Grevenbroich. Es liegt im Ortsteil Langwaden. In direkter Nähe liegt der Ortsteil Stadt Hülchrath mit dem Schloss Hülchrath.

## Geschichte
Etwa im Jahre 1145 erfolgte die Gründung des Klosters als Prämonstratenserinnenkloster auf Wunsch des Grafen Christian von Wevelinghoven. Das Kloster war dem Erzstift Köln zu Lehen aufgetragen und genoss daher den Schutz des Kölner Erzbischofs. Eine erste urkundliche Erwähnung erfuhr das Kloster durch den Kölner Erzbischof Philipp I. von Heinsberg im Jahre 1173.
1693 wurde ein völliger Neubau von Kirche und Kloster im Barockstil unter dem Propst Jakob II. Tillmanns und seinem Nachfolger Ignaz von Witte ausgeführt.
1802 wurde das Kloster im Rahmen der Säkularisation durch Napoleon aufgehoben und nur drei Jahre später erfolgte der Verkauf des Klosterareals und der Ländereien an den französischen Offizier und Diplomaten Nicolas-Joseph Maison. Maison ließ die Klosterkapelle 1830 abbrechen und die drei Klosterflügel zu einer Schlossanlage umgestalten. Seine aus Simmern stammende Ehefrau Magdalena (genannt Lina) Weygold verstarb in Langwaden am 7. Dezember 1851. Ihre Erben verkauften 1913 das Areal und die gesamten Ländereien an die Grafen von Nesselrode.
Ab 1939 wurden die Gebäude in der Zeit des Nationalsozialismus als Arbeitslager benutzt und nach dem Krieg dann als Notunterkunft für Flüchtlinge. In einem 1962 für 99 Jahre geschlossenen Erbbaurechtsvertrag zwischen Hermann Graf von Nesselrode und dem Generalabt des Zisterzienserordens Dr. Sighard Kleiner wurden die weiteren Besitzverhältnisse geregelt und bereits 1964 wurde das Kloster durch Zisterziensermönche bezogen. Auf der Suche nach einer neuen Heimat hatten Zisterziensermönche aus dem Kloster Ossegg in Nordböhmen hier eine neue Heimat gefunden. Der spätere dortige 48. Abt Bernhard stammt aus Langwaden.
1970 waren alle Umbauten fertiggestellt und Josef Kardinal Höffner weihte das Gästehaus. Mit der Einrichtung einer Schnelldruckerei mit angeschlossener Buchbinderei 1985 und nach weiteren umfangreichen Umbauten erfolgte 1986 die Einweihung der neuen Klausur.
Schließlich begann 1997 mit der Gründung der Zisterzienserakademie Mehrerau–Langwaden–Berlin ein neues Kapitel im Klosterleben von Langwaden.
Seit 2004 ist Langwaden als ein selbständiges Priorat im Zisterzienserorden errichtet, während es lange Jahre lediglich unselbständig war. Bis 2022 unterstand das Kloster direkt dem Generalabt des Ordens, seitdem gehört es mit den Frauenklöstern Helfta, St. Marienstern und St. Marienthal zur neu gegründeten Zisterzienserkongregation der heiligen Gertrud der Großen. Erster Präses wurde Pater Bruno Robeck, Prior von Langwaden.

## Prioren
- Basilius Ullmann
- seit 2004: Bruno Robeck

## Funktionen des Klosters
- Zisterzienserkloster
- Wohnstätte St. Bernhard, Wohnheim für alleinstehende und wohnungslose Männer von 35 bis 60 Jahren
- Altenheim St. Andreas, Altenheim für Männer, insbesondere für ältere Bewohner der Wohnstätte
- Klosterrestaurant, mit Kaminstube, Tonnengewölbe und Biergarten
- Bankettservice im Stefanssaal, Gästerefektorium und Raum St. Benedikt
- Gottesdienste für Behinderte der Werkstätten für Behinderte, Grevenbroich - Hemmerden WfB

## Gebetszeiten
Werktagsordnung

- 06:00 Uhr Laudes
- 07:50 Uhr Terz und Konventamt

donnerstags: 08:20 Uhr Heilige Messe und 09:30 Uhr Terz
- 12:10 Uhr Mittagshore
- 17:30 Uhr Vesper
- 19:00 Uhr Komplet und Vigilien vom Folgetag

Sonn- und Feiertagsordnung

- 06:30 Uhr Laudes
- 10:20 Uhr Terz und Hochamt

feiertags: 10:10 Uhr Terz und 10:30 Uhr Hochamt
- 12:10 Uhr Mittagshore
- 17:30 Uhr Vesper
- 19:15 Uhr Komplet und Vigilien

feiertags: 19:30 Uhr Komplet und Vigilien

## Sonnenuhr

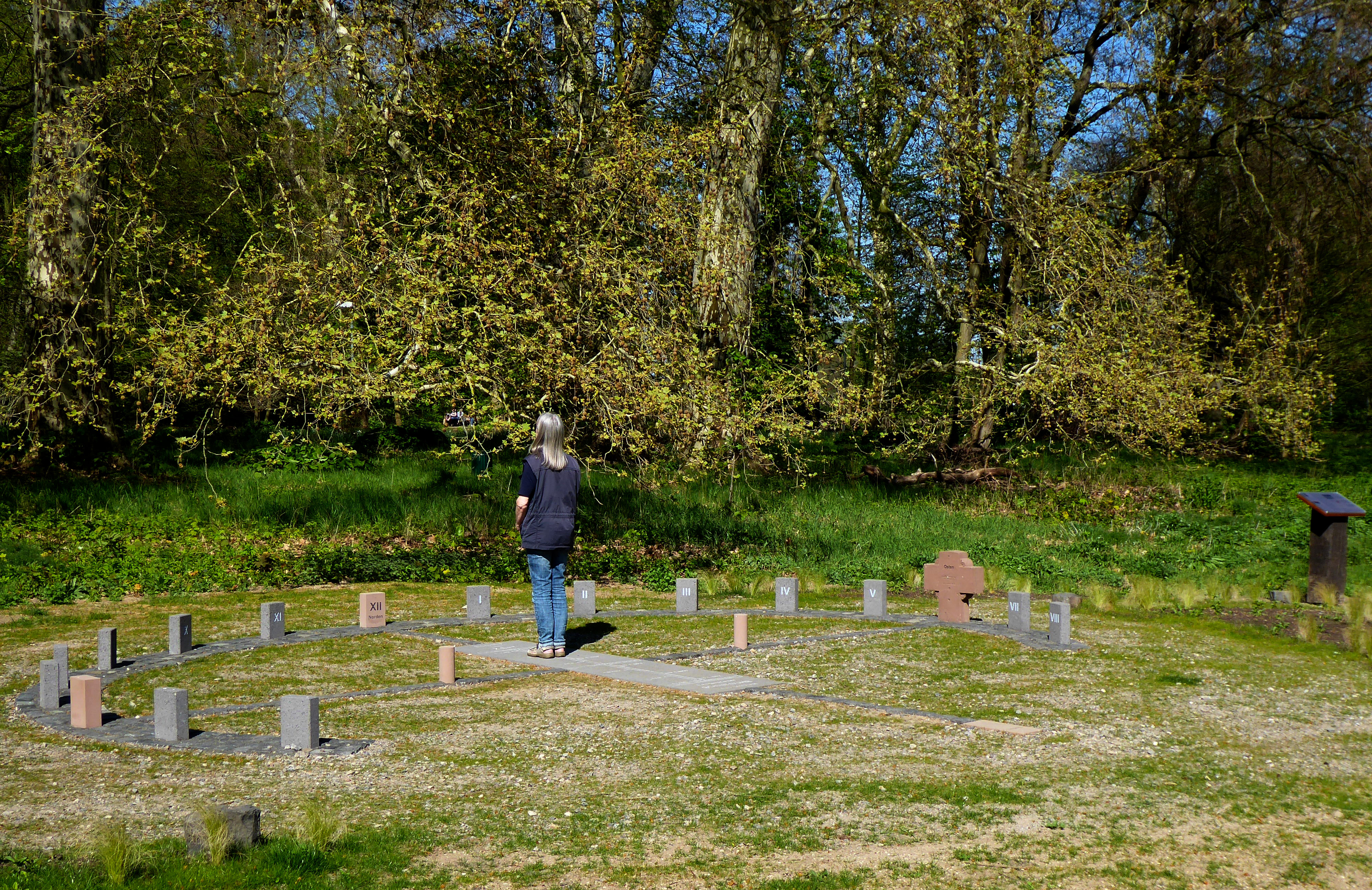
Analemmatische Sonnenuhr im Park des Klosters Langwaden

2019 wurde auf einer Wiese im Park der Klosteranlage eine Analemmatische Sonnenuhr eingeweiht, um die alte Mönchstradition, im Rhythmus des natürlichen Tageslichts zu leben, mit dem heutigen Lebensstil in Verbindung zu bringen. Die Zeitanzeige erfolgt durch den Schatten des Betrachters und ist die Wahre Ortszeit von Langwaden, die bis zum Ende des 19. Jahrhunderts gültig war. Auf einer Erläuterungstafel neben der Sonnenuhr wird die Verbindung zur aktuellen gesetzlichen Zeit MEZ und MESZ dargestellt.
Als Besonderheit sind auf der Sonnenuhr zwei Visursteine installiert, mit deren Hilfe auch ohne Sonnenlicht diejenigen Orte am Horizont bestimmt werden können, an denen die Sonne zum jeweiligen Datum auf- oder untergeht. Weiterhin können die jeweiligen Zeiten des Sonnenaufgangs und des Sonnenuntergangs abgelesen werden.